# Janusz Rey
Janusz Rey – polski lekkoatleta, specjalizujący się w sprintach, biegach średniodystansowych oraz wieloboju.

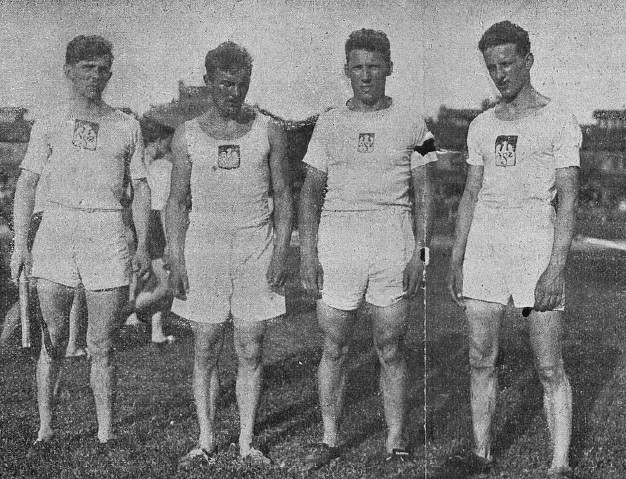
Sztafeta AZS 4x100 m, złoci medaliści MP 1924. Od lewej: Zygmunt Dąbrowski, Janusz Rey, Henryk Piątkowski, Zygmunt Weiss

## Osiągnięcia
- Mistrzostwa Polski seniorów w lekkoatletyce (10 medali)[1]

- Warszawa 1924

- złoty medal w bieg na 3000 m drużynowo
- złoty medal w sztafecie 4 × 100 m
- złoty medal w pięcioboju
- brązowy medal w biegu na 400 m
- brązowy medal w biegu na 800 m

- Kraków 1925

- srebrny medal w sztafecie 4 × 100 m
- srebrny medal w sztafecie 4 × 400 m
- brązowy medal w biegu na 200 m

- Łódź 1925

- srebrny medal w pięcioboju

- Wilno 1927

- brązowy medal w pięcioboju